# 山本富雄
山本 富雄（やまもと とみお、1928年（昭和3年）11月5日 - 1995年（平成7年）3月16日）は、日本の政治家、実業家。
参議院議員（3期）、農林水産大臣（第15代）。父は群馬県草津町長の山本泰太郎。長男は元参議院議員で群馬県知事の山本一太。

## 来歴・人物
群馬県吾妻郡草津町出身。山本泰太郎（元群馬県草津町長）の二男として生まれる。旧制高崎中学（現群馬県立高崎高等学校）を経て陸軍士官学校在学中に終戦を迎えた（60期）。祖父から続く旅館を経営しながら、山田屋（現在は廃業）を創業し、群馬県内屈指の優良企業に育て上げた。
その後政治を志し、1955年に26歳で草津町議会議員に当選（以後3期）。1966年に群馬県議会議員に当選（以後3期）。同郷の先輩である福田赳夫のアドバイスもあり、県議会議員としての経験を背景に国政を目指し、衆議院群馬3区から出馬しようとしたが、当時群馬3区には福田の他に中曽根康弘、小渕恵三という有力議員が議席を保持しており、社会党の有力議員山口鶴男もいることから調整によって参議院にまわされ、1977年の第11回参議院議員通常選挙にて初当選する。このときは公示直前に急性肝炎を発症し、一度も選挙活動ができず、代わりに妻が遊説や演説会に回った。
国会議員としては福田→安倍→三塚派に所属し、福田の忠実な側近であった。農業政策に精通し、農水族のドンとして力を発揮し、新聞販売協会顧問を受けるなど新聞業界にも強い影響力を持った。1990年、第2次海部内閣で農林水産大臣に就任。ウルグアイ・ラウンド農業交渉では、世界最大の農産物輸入国である日本からして食料安全保障や地域社会維持など配慮の堅持を主張、課題の山積していた農業問題に大ナタをふるい、辣腕振りを発揮した。これらの実績が評価され、1993年、自由民主党参議院幹事長に就任。自民党参議院幹事長としては参議院で政治改革関連法案を否決させて自民党に有利な修正のきっかけを作ったことで、自民党参議院幹事長の地位が向上して自民党幹部会に出席できるようになった。1994年には自民党総合農政調査会長としてウルグアイ・ラウンド交渉結果受け入れによる総額6兆100億円の対策実現にあたった。
1995年3月7日、体調を崩して入院、同月16日に肝不全のため東京都港区の東京慈恵会医科大学附属病院で死去、66歳。死没日をもって勲一等瑞宝章追贈、従三位に叙される。3月20日に地元群馬で葬儀が行われたが、朝にオウム真理教による地下鉄サリン事件が発生し、出席を予定していた閣僚が葬儀出席をキャンセルする事態になった。同年に行われた参院選に長男の山本一太が後継として群馬県選挙区から出馬し初当選、地盤を守った。
スキーを愛好し、滑空で全日本選手権2位や国民体育大会で大回転3位になり、猪谷千春とも競った。群馬県スキー連盟会長を長年務めるなど、日本スキー界の発展に尽力。選手団長、監督として国際大会に参加したこともある。